# Ford Taunus
Ford Taunus er en mellemklassebil, der blev udviklet og fremstillet af Ford i Tyskland og senere Ford of Europe og solgt i Europa. Ford Taunus blev fremstillet i forskellige udgaver frem til 1982, hvor modellen blev afløst af Ford Sierra. Modellen blev også produceret i Argentina, og efter den argentinske produktion ophørte i midten af 1980'erne, blev den argentinske produktionslinje sendt til Fords fabrik i Tyrkiet, hvor den sidste Taunus blev fremstillet i 1994.
Modellen tog sit navn efter de tyske Taunusbjerge og blev introduceret på markedet i 1939, hvor Ford Taunus G93A afløste Ford Eifel. Produktionen ophørte under krigen, men blev genoptaget i 1948. I perioden fra 1952 udviklede tysk Ford Taunus M-modellerne, der i 1970 blev afløst af TC-modellerne, der var baseret på samme platform som tredje generation af Ford Cortina, efter at Ford i 1967 havde slået sine britiske og tyske aktiviteter samen i ét selskab. Senere blev Taunus og Cortina næsten identiske.
Lang de flest af Fords biler fremstillet i Tyskland blev solgt som Ford Taunus, der i store dele af sin modellevetid konkurrerede med ærkerivalen GM's europæiske mellemklassemodel Opel Rekord.

## Taunus G93A (1939–1942) / G73A (1948–1952)
Den første Ford Taunus var Taunus G93A, der var en videreudvikling af den mindre Ford Eifel. Ford Taunus var den første bil, der blev udviklet i Köln af det tyske Ford-selskab, der indtil da havde fremstillet Ford-biler, der var udviklet i enten USA eller Storbritannien.
Bilen blev sat i produktion i april 1939 og modellen præsenteret for offentligheden i juni 1939 kort inden udbruddet af 2. verdenskrig.
Bilen havde samme 1172cc-motor med 44hk som Ford Eifel, men med et længere karrosseri og en strømlinet form. Bilen havde som noget nyt hydrauliske bremser. Modellen fik tilnavnet "Buckeltaunus" ("pukkelrygget Taunus") grundet den lidt sammenpressede facon af karrosseriet. Modellen kunne ved introduktionen købtes for 2870 Reichsmark, med mulighed for at betale 22 mark ekstra for splintfri forrude.
Som følge af krigsudbruddet blev produktionen opgivet i 1942 efter, at der var fremstillet 7.128 Taunus 93A'ere i forskellige varianter.
Efter afslutningen af krigen blev produktionen genoptaget, og modellen blev nu produceret under navnet Taunus G73A. Fords produktionsanlæg i Köln havde ikke fuld kapacitet til bygning af personbiler, og de første eksemplarer af bilen blev efter krigen fremstillet i 1948 på Volkswagens produktionsanlæg i Wolfsburg og i Osnabrück, men senere på året blev produktionen flyttet til Fords anlæg i Köln, hvor produktionen af G73A fortsatte til 1952.

## Taunus M-serie (1952–1968)
Fra 1952 til 1968 blev alle tyske Ford-biler kaldt Taunus. De fik modelnumrene 12M, 15M, 17M, 20M og 26M. På nogle markeder i Skandinavien blev solgt den gamle G73A solgt som 10M. "M" står for "Meisterstück" ('Mesterværk'), men dette varemærke var registreret af en anden virksomhed.
12M, 15M og 17M-modellerne blev oprindeligt fremstillet med motoren fra G73A, men blev hurtigt leveret med mere moderne motorer. Med introduktionen af den nye 12M-model (P4) i 1962 blev også introduceret en ny V4-motor, der blev grundmotoren i Taunus' M-serie. 20M og 26M-modellerne blev udstyret med en V6-motor, der stort set var identisk med V4'eren, blot med to ekstra cylindere. Tallene 12, 15, 17 o.s.v. henviser til volumenstørrelsen; 1200, 1500, 1700 cc, etc. Der var dog visse undtagelser fra den regel
Fra 1962 til 1970 havde de små modeller 12M (P4) og efterfølgeren 12M/15M (P6) forhjulstræk; alle øvrige Taunus-modeller var baghjulstrukne.
Følgende modeller indgik i programmet:

### Lille mellemklasse: 12M, 15M

#### Første generation 12M (G13) (1952–1959), 15M (1955–1959) (P1)
Taunus 12M var den første bil udviklet af Ford Tyskland efter krigen. Den havde pontonkarrosseri i samme stil som den britiske Ford Zephyr.
Taunus 12M havde ligesom de britiske Ford-modeller holdt fast i en sideventileret motor på trods af at de fleste konkurrenter var gået over til topventiler. Taunus 15M havde større og kraftigere motorer:
- 12M: 1172 cc, 38 hk (28 kW), 112 km/t
- 15M: 1498 cc, 55 hk (40 kW), 128 km/t

12M og 15M blev fremstillet som todørs sedan, stationcar og kassevogn.

#### Anden generation 12M (1959–1962)
Anden generation af 12M var ikke en ny bil, men en opgradering af modellen fra 1952. Alle udgaverne blev kaldt 12M, selv om begge motorer blev benyttet. Udgaven med den store motor blev kaldt Taunus 12M 1,5-liter.
Begge biler var havde samme undervogn som den første generation og med samme designstil som 1952-modellen.

#### Tredje generation 12M (P4) (1962–1966)
Hvor anden generation af Taunus 12M blot var en designændring af første generation, så var tredje generation en helt ny konstruktion. Den nye Ford Taunus 12M P4 var af samme størrelse som den tidligere udgave, men var en helt ny bil. Bilen var baseret på det amerikanske projekt Ford Cardinal, der var tænkt som et modsvar til den stigende import af europæiske kompakte biler til USA som bl.a. som VW's "Boble", der havde opnået relativ stor succes i USA. Ford opgav dog hurtigt at producere bilen i USA, og sendte herefter opgaven videre til Ford i Dearborn i Storbritannien. Det blev imidlertid i april 1962 opgivet at producere en lille kompakt bil til både det amerikanske og europæiske marked, og projektet blev herefter sendt til Fords tyske afdeling, der alligevel stod overfor at skulle udfase den gamle Taunus 12-M-G13-generation.
Det lykkede Ford i Tyskland på rekordtid at udvikle den nye bil, der blev til Taunus 12 M (P4). Modellen var som den første Ford-model forhjulstrukken. 12M blev leveret med V4-motorer og var med sine 4,25 meters længde og nye design en forholdsvis stor mellemklassebil og blev markedsført under mottoet "Meget bil for få penge". Modellen kunne fås som en to- og firedørs sedan, i stationcar, varevogn, som coupé og endda som en ekstravagant sportscabriolet. Ford havde taget for datiden effektive forholdsregler til at beskytte modellen mod rust. Da Taunus-12-M-produktionen blev outsourcet til den nybyggede belgiske fabrik i Genk i 1963, etablerede Ford den første europæiske fabrik med elektroforesemaling, der sikrede, at rustbeskyttende primer blev sendt ind i alle hjørner af emnerne.
Taunus 12M blev en stor salgssucces, og allerede i det første modelår blev der solgt mere end 4.160 enheder af modellen, og Ford kom langt tættere på ærkerivalerne Opel (GM) og Volkswagen i salgsstatistikkerne. Da Ford P4 blev afløst af næste generation i 1966, var der solgt mere end 680.000 enheder.
Modellen blev solgt med motorerne
- 1,2 liter: 1183 cc, 40 hk (29 kW), 123 km/t
- 1,5 litre: 1498 cc, 50, 55 eller 65 hk (37, 40 eller 48 kW), 135, 139 eller 144 km/t

Bilerne solgt med 1,5 liter motorer blev også solgt under mærket 12M i modsætning til andre genrationer, hvor 1,5 liter-modellerne blev solgt som 15M.

#### Fjerde generation 12M (P6) (1966–1970), 15M (P6) (1966–1970)
Fjerde generation af Taunus (Ford Taunus P6) blev introduceret allerede fire år efter den succesfulde tredje generation. Den hastige udvikling af bilindustrien medførte er behov for en ny version af Taunus' modelprogram. Den nye Taunus 12M/15M fik nyt karrosseri, men motorer og undervogn blev videreført fra tredje generations modeller.
Modellen med den større motor blev atter kaldt 15M. 15M adskilte sig fra 12M-modellen ved en anden kølergrill og retangulære lygter.
P6-modellen blev introduceret i september 1966. P6 fik et facelift allerede i august 1967, i hvilken forbindelse man fjernede Taunus-navnet, og modellen hed herefter blot Ford 12 M og Ford 15 M. Modellerne kendes også under navnet P6, da det var den sjette tyske Ford, der var introduceret efter krigen. Modellen udgik i august 1970, efter at der var produceret 668.187 Ford (Taunus) P6'ere. Selv om salgstallene lå tæt på forgængerens salg, var der tale om et tab af markedsandele på det kraftigt voksende tyske og europæiske bilmarked i slutningen af 1960'erne. Ford var hårdt presset af Opels (GM's) Kadett B og Folkevogns "Boble", der solgte i langt større antal.
Fords vanskeligheder ved at følge med markedet med P6-modellen førte til et strategiskifte. Ford havde i 1967 slået sine britiske og tyske aktiviteter sammen under det fælles Ford of Europe, og i 1970 opgav Ford produktionen af den sløvt sælgende P6. I stedet satsede Ford en lidt større fælles tysk/britisk model, der blev markedsført som Taunus TC og Cortina TC (TC stod for Taunus og Cortina) og den lidt mindre Ford Escort, der var populær på det britiske marked.
Motorer i P6-modellerne var
- 12M 1,2 liter: 1183 cc, 45 hk (33 kW), 125 km/t
- 12M 1,3 liter: 1305 cc, 50 eller 53 hp (37 eller 39 kW), 130 eller 134 km/t
- 15M 1,5 liter: 1498 cc, 55 eller 65 hp (40 eller 47 kW), 136 eller 145 km/t
- 15M 1,7 liter: 1699 cc, 70 eller 75 hp (51 eller 55 kW), 153 eller 158 km/t

### Stor mellemklasse: 17M, 20M, 26M

#### Første generation 17M (P2) (1957–1960)
Den stigende velstand efterkrigstidens Vesttyskland gav grundlag for, at Ford udviklede en serie af større og dyrere biler. Som sit andet tyske Ford-projekt, P2, udviklede Ford Taunus 17M, der i sit design var kraftigt inspireret af Fords amerikanske 1955-modeller (særlig Mercury Monterey) og blev udstyret med halefinner. Bilens specielle udseende gav den tilnavnet "Baroktaunus“
Usædvanligt for en mellemklassebil på den tid blev den leveret i udgaver med både to og fire døre, hvilket ærkerivalen Opel også noterede, hvorfor Opel Rekord fra 1959 også tilbød denne mulighed til sine kunder. Tyske kunder foretrak imidlertid den to-dørs udgave. Taunus 17M P2 blev også produceret som stationcar og varevogn.
Det var planen, at bilen skulle leveres med den samme 1498 cc topventilerede 55 hk motor benyttet i Taunus 15M (P1), men P2-modellen var for stor og tung til 1,5 liter motoren, hvorfor Ford udviklede en udboret 1698 cc udgave af motoren, der kunne præstere 60 hk og give en tophastighed på 128 km/t.
I slutningen af 1959 fik Taunus P2 et mindre facelift, hvor der bl.a. blev flyttet rundt på modellens kromornamentering. Gearkassen med tre gear eller fire gear blev nu udstyret med synkromesh.
Den hastige udvikling af biler på denne tid medførte, at P2 fik en kort produktionstid, og modellen blev taget ud af programmet allerede i 1960 efter der var produceret ca. 240.000 P2-modeller.

#### Anden generation 17M (P3) (1960–1964)
Anden generation af Taunus 17M (Ford Taunus P3) fik en nyt karrosseri og undervogn i en mere moderne stil end forgængerens amerikanske 50'er udseende. Den nye P3 blev introduceret i september 1960 og var i produktion indtil august 1964. Bilens design gav den tilnavnet "badekarret" ("Badewann").
De første Taunusmodeller efter krigen var designet i Nordamerika. Den nye P3 var imidlertid designet af den tyske designer Uwe Bahnsen, hvis designs kom til at præge tyske Fords senere modeller. Den nye P3 blev set som et markant skifte fra amerikansk design til et tysk design. Bilen var uden halefinner og overdreven brug af krom. På trods af det europæiske design var der dog ligheder med de amerikanske modeller fra 1961 Ford Thunderbird og Lincoln Continental. På et tidspunkt, hvor konkurrenterne markedsførte sig med, at føreren kunne se alle fire hjørner på bilen, havde den nye Taunus P3 i stedet en strømlinet form. Strømlinede biler blev i Tyskland opfattet som havende smalle passagerkabiner som bilerne fra 1930'erne, men den nye Taunus P3 havde en bredere kabine, selvom bilens ydre dimensioner ikke var bredere end forgængerens.
Bilen blev leveret med den samme 1,7 liters motor som forgængere, men bilens tophastighed var øget med 10 km/t grundet bedre aerodynamiske egenskaber og en lavere vægt end forgængeren.
Bilen blev introduceret ved en højprofileret begivenhed i Bonn med deltagelse af den 84-årige tidligere tyske kansler Konrad Adenauer og af Henry Fords barnebarn. Fejringen markedede også 30 årsdagen for, at Adenauer som borgmester i Köln sammen med Henry Ford havde lagt grundstenen til Fords fabrik i Köln i 1930.
Ford Taunus P3 blev en kommerciel succes med 669.731 producerede biler i de fire år, hvor P3 blev produceret, hvilket var mere end dobbelt så meget som den årlige produktion af forgængeren.
Motorprogrammet bestod af
- 1,5 liter: 1498 cc, 55 hk (40 kW), 136 km/t
- 1,7 liter: 1698 cc, 60 eller 65 hk (44 eller 48 kW), 138 eller 140 km/t
- 1,8 liter: 1758 cc, 70 eller 75 hk (51 eller 55 kW), 148 eller 154 km/t

#### Tredje generation 17M (P5) (1964–1967), 20M (P5) (1964–1967)
Tredje generation af Taunus 17M/20M (Ford Taunus P5) blev præsenteret i september 1964 og gik i produktion i november samme år som to- og firdørs sedans. En stationcar-udgave gik i produktion i januar 1965 og senere kom coupé-udgaver. Tredje generation af bilen var lidt større end forgængeren og havde et mindre radikalt design end forgængeren. De væsentligste ændringer var motorerne, hvor der for første gang på en tysk Ford var mulighed for en V6-motor.
Motorprogrammet i 17M bestod i en 1498 cc V4 motor hentet fra Ford P4-serien (60 hk), og i en nyudviklet 1699 cc V4 (70 hk, senere øger til 75 hk). 20M blev leveret med den nye V6 på en 1,8 liter eller 2,0 liter med 82 eller 85/90 hk, begge med dobbelt karburator. Som noget nyt for en mellemklassebil blev P5 leveret med automatisk choker som standard. Modellerne blev leveret med tretrins-gearkasse som standard, men med muligheder for opgradering til fire gear eller (senere i modellens levetid) automatgear. Som på P3 var der skivebremser på forhjulene og tromlebremser på baghjulene. Modellens elektriske system var drevet af et 6 volt-batteri, hvilket ved introduktionen var gammeldags; på modellerne fra 1967 blev leveret med 12 volt.
Forsædet bestod af en tværgående bænk, bortset fra topmodellen 20M TS, der var udstyret med separate sæder for fører og forsædepassager.
P5 var prissat aggressivt. Den billigste 20M blev solgt til 7.990 D-mark, hvilket lå 1.400 D-mark under ærkerivalen Opel Rekords sekscylindrede model.
Ford Taunus P5 opnåede acceptable salgstal og solgte mellem 1964 og 1967 710.059 eksemplarer. Markedet udvidede sig imidlertid kraftigt i disse år, og den primære konkurrent, Opel Rekord, havde forholdsvis større stigende salgstal med Opel Rekord C, der solgte mere end en million biler.

#### Fjerde generation 17M (P7) (1967–1971), 20M (P7) (1967–1971) og 26M (1968-71)
Afløseren til tredje generation af Ford Taunus-modeller opgav navnet "Taunus", og bilen blev solgt under navnene Ford 17M, Ford 20M og Ford 26M. Modelnavnet var P7, da det var Fords projekt nr. 7 i Tyskland. P7-modellerne blev introduceret i efteråret 1967 og blev fremstillet indtil december 1971. I forhold til forgængeren P5 var modellens karrosseri nydesignet og større, men undervognen var hentet fra P5. Motorerne fra P5 og P6 blev også benyttet i P7, men motorprogrammet blev udvidet. 20M-modellen havde et "falsk" luftindtag på toppen af motorhjelmen. En model med større motor og automatger som standard, 26M, blev introduceret i 1969.
Motorpressens modtagelse var lunken og var forbeholden overfor det "amerikanske" design, og salget af den nye model var skuffende ved introduktionen. Ford introducerede herefter en kraftigt faceliftet model med større motorudvalg inden for et år. Den oprindelige model kaldes ofte P7a og den faceliftede model fra 1968 P7b. Ford forsøgte med P7 at ramme et bredere publikum end med P5. Efter faceliftet i 1968 kom der gang i salget, og der nåede at blive fremstillet 567.482 eksemplarer af modellen. Salget var dog ikke nok til at overgå ærkerivalen Opel Rekord, der var den næstbedst sælgende bil i Tyskland efter den mindre VW "Boble". Konkurrencen i den attraktive klasse for store mellemklassebiler blev i 1968 skærpet. VW gik med behersket succes gik ind i klassen med 411/412 og K70, men introduktionen i 1968 af Audi 100 og den franske Peugeot 504 tog markedsandele fra Ford.
Ford i Tyskland og Ford i Storbritannien var i 1967 blevet lagt sammen under Ford of Europe. Ford i Storbritannien havde stor kommerciel succes med sine modeller Escort og Cortina, men kæmpede med kvalitetsproblemer og genstridige fagforeninger. Ford i Tyskand havde omvendt nye effektive fabrikker i Tyskland og Belgien, men tabte markedsandele til konkurrenterne på det kraftigt voksende tyske marked. For at løse problemerne, og for i øvrigt at høste frugterne af et mere integreret europæisk Ford-organisation, besluttede Ford at udvikle en fælles tysk-britisk model til afløsning for Ford P7 på samme måde som Taunus P6 også var blevet afløst af en tysk/britisk model, Ford Taunus/Ford Cortina TC. Produktionen af P7 ophørte i december 1971, og i marts 1972 blev afløseren for P7, Granada præsenteret for offentligheden.

## Taunus TC (1970–1975)
I 1970 introducerede Ford en ny Taunus model: Taunus Cortina (TC). Den nye model var en fælles tysk-britisk model, og blev solgt i Storbritannien som Cortina Mk III. Den tyske og britiske model var næsten identisk med enkelte mindre forskelligheder, dog var motorudvalget forskelligt. Modellen blev leveret som to- eller firdørs sedan eller som femdørs stationcar. Senere blev også introduceret en Taunus TC coupé på det tyske marked.
Ford holdt fast i baghjulstræk på Taunus TC. Konkurrenterne fra Opel og VW havde længe leveret modeller med ratstamme, der kollapser ved frontal kollision (i stedet for at gå igennem førerens brystkasse), og med Taunus TC indførte Ford også denne feature på sine mellemklassemodeller. Bortset fra udgaven med den mindste motor, en 1.3 liter V4, kunne modellen leveres med en tre-trins automatisk gearkasse i stedet for en manuel 4-gears gearkasse.
Taunus TC fik sit eneste væsentlige facelift i september 1973. Modellens front fik en ny grill, dobbelte forlygter i firkantet form, der hidtil var forbeholdt luksusudgaven af modellen, XL. Instrumentbrættet fik et mere simpelt design og bedre ergonomi. Med introduktionen af den faceliftede model steg salget af Taunus TC'eren, der var faldet fra 245.955 biler i 1973 til 138.357 i 1974 (bl.a. grundet oliekrisen), op til 181.530 i 1975. Taunus var i indtil 1975 Ford Tysklands bedst sælgende bil, og det lykkedes Ford at overgå ærkerivalen Opels salg af konkurrenten Opel Ascona.) I 1975 blev Escort den mest solgte tyske Ford.
Taunus TC blev leveret med en ny fircylindret motor, der blev leveret med 1294 cc eller 1593 cc. Kunderne kunne dog vælge V6-udgaver med 1999 cc og 2294 cc.

## Taunus TC2 (1976–1979) og TC3 (1979–1982/1994)
Ford begyndte i november 1975 at producere en ny udgave af Taunus TC, kaldet GBTS eller TC2, der blev introduceret i modelåret 1976. Modellen var i al væsentlighed et facelift af den oprindelige TC. Som med den første udgave af TC'en, blev bilen solgt i Storbritannien (og en række eksportmarkeder) under Cortina-mærket, og under Taunus-mærket i det meste af Kontinentaleuropa. Forskellene på den tyske og den engelske udgave af TC2'eren var endnu mindre end på den første TC-model.
Modellen havde fortsat skivebremser foran og tromlebremser på bagakslen, men blev nu leveret med servobremse som standard. På den sekscylindrede udgave kunne tilvælges servostyring som ekstraudstyr.
Motorprogrammet var det samme som på første udgave af TC'en, men køberne kunne nu tillige vælge en 1993 cc udgave af V4-motoren, og køberne kunne derved få en to liters motor enten som V4 eller som V6. V4-motoren leverede 98hk, men V6-motoren blot 90hk og lavere moment. Omvendt leverede V6-motoren bedre ydelse ved lavere omdrejninger. Tretrins automatgear var en mulighed, dog ikke for udgaven med den mindste 1,3 l motor.
Der var få ændringer af kabinen i forhold til den faceliftede TC, dog var rattets design ændret.
I 1979 sendte Ford en TC3-model på gaden, også kaldet Taunus GBFS. I forhold til TC2 var ændringerne begrænsede. Bilen var udstyret med en "økonomikaburator", der imidlertid gav anledning til mange kundeklager. Bilens design var ændret på en række detaljer, herunder blinklys, der rundede over bilens hjørner, men modellens udtryk adskilte sig ikke fra forgængerens. Produktionen af en topmodel med en 2,3 liters motor (Ford Taunus Sport) ophørte.
Ford havde med Taunus TC primært konkurreret med Opel Ascona og fra 1973 også med VW Passat. Ses alene på de tyske produktionstal (d.v.s udeladelse af Cortinaer og GM's britiske udgaver af Ascona, Vauxhalls Cavalier) ses, at Ford producerede 1.583.699 TC2/TC3 mellem 1976 og 1982 mod de af ærkerivalen Opel 1.316.459 producerede Ascona B'ere Volkswagen producerede mellem 1976 og 1982 1.360.213 enheder af Passat. VW producerede dog også 1.290.164 Audi 80. På trods af solide salgstal var TC3 en efterhånden aldrende model, og med nye produkter fra konkurrenterne besluttede Ford at stoppe produktionen af TC3 i 1982 og erstatte modellen med den helt nye Ford Sierra.

## Produktion i Argentina og Tyrkiet
Ford producerede Taunus i Argentina fra 1974 til 1984, hvor produktionen stoppede og produktionslinjen blev solgt til Ford i Tyrkiet for at fortsætte produktionen af Otosan Taunus. Den tyrkiske Taunus med en lettere modificeret front og bagende fortsatte med at være i produktion indtil 1993.
- Taunus 2300GT produceret Argentina fra 1974 til 1984
- Første udgave af den tyrkiske Ford Taunus
- Tyrkisk Ford Taunus i senere udgave med modificeret front, der blev produceret til 1994
- Argentinsk Ford Taunus Ghia (1980)